# Shrek 2
Shrek 2 je ameriški animirani fantazijski animirani film iz leta 2004, ki temelji na otroški slikanici Shrek! iz leta 1990, avtorja Williama Steiga. Film so režirali Andrew Adamson, Kelly Asbury in Conrad Vernon po scenariju, ki so ga napisali Adamson, Joe Stillman, J. David Stem in David N. Weiss ter je nadaljevanje prvega filma Shrek, hkrati pa je tudi drugi del filmske serije o Shreku. V filmu igrajo Mike Myers, Eddie Murphy, Cameron Diaz, Antonio Banderas, Julie Andrews, John Cleese, Rupert Everett in Jennifer Saunders. Zgodba v filmu Shrek 2 se dogaja po dogodkih iz prvega filma, kjer se Shrek in Osel srečata s Fioninimi starši, medtem ko zlobna vila Botra, ki želi, da se Fiona poroči z njenim sinom, očarljivim princem, načrtuje uničenje Shrekovega in Fioninega zakona. Shrek in Osel združita moči z Občutim mačkom, da bi zlobni vili prekrižala načrte.
Razvoj filma se je začel leta 2001 in po nesoglasjih s producenti je scenarista prvega filma Teda Elliotta in Terryja Rossia nadomestil Adamson. Pri razvoju filma so bila uporabljena nova orodja za animacijo za izboljšanje vizualnega videza vsakega lika, zlasti Obutega mačka. Glavni igralci so prejeli tudi znatno povečanje plače na 10 milijonov dolarjev, kar je bilo takrat med najvišjimi pogodbami v njihovi karieri. Film je posvečen v spomin na ustvarjalca Shreka, Williama Steiga, ki je umrl 3. oktobra 2003, osem mesecev pred izidom filma.
Shrek 2 je bil premierno predvajan na filmskem festivalu v Cannesu 15. maja 2004, v kina pa je izšel 19. maja. Tako kot njegov predhodnik, je tudi Shrek 2 prejel pozitivne ocene kritikov in je po mnenju mnogih eden najboljših nadaljevanj, ki so jih kdaj koli posneli. Film je po vsem svetu zaslužil 935 milijonov dolarjev. Shrek 2 je tudi najbolj dobičkonosen film DreamWorks Animation do danes in najbolj dobičkonosen film, ki ga je izdal DreamWorks Pictures, rekord najbolj dobičkonosnega animiranega filma vseh časov po vsem svetu pa je držal vse do leta 2010, ko ga je presegel film Svet igrač 3 Pixar Animation Studios. Film je prejel dve nominaciji za oskarja, za najboljši animirani celovečerec in najboljšo izvirno pesem, njegova zvočna podlaga pa je bila uvrščena med 10 najboljših na ameriški lestvici Billboard 200. Kmalu sta sledili dve nadaljevanji – Shrek Tretji (2007) in Shrek Za vedno (2010).

## Vsebina
Mladoporočenca Shrek in princesa Fiona se vrneta s poročnega potovanja in ugotovita, da so ju Fionini starši povabili na kraljevi ples, da bi proslavili njuno poroko. Čeprav Shrek nasprotuje obisku kraljestva, ker je ogrl in zameri Fioninim staršem, ker so jo zaklenili v stolp, ga Fiona prepriča, da se udeleži, in odpotujeta v kraljestvo Far Far Away z Oslom v vleki in pravljičnimi bitji. V gradu spoznata Fionina starša, kralja Harolda in kraljico Lillian, katera ogorčeno spoznata, da sta ogra. Pri večerji se Shrek in Harold močno skregata, kmalu pa Fiona naleti na zlobno vilo Botro, slavno prodajalko napitkov, ki ponudi pomoč Fioni, vendar je užaljena, ko vidi, da je poročena s Shrekom. Kmalu začne Shreka skrbeti, da izgublja Fiono, še posebej potem, ko najde njen otroški dnevnik in prebere, da je bila Fiona nekoč očitno zaljubljena v očarljivega princa Charminga. 
Medtem Harolda na skrivaj pripelje zlobna vila, ki se je s Haroldom dogovorila, da bo njen sin princ tisti, ki bo rešil in se poročil s Fiono; upa, da bo s poroko zavladala Far Far Away. Haroldu ukaže, naj se znebi Shreka, zato Harold najame prepirljivega razbojnika in plačanca Obutega mačka, da ubije Shreka. 
Ker pa ne more premagati Shreka, Obuti maček kmalu razkrije, da ga je najel in plačal Harold, in mu ponudi pomoč v zahvalo, ker mu je rešil življenje. Shrek, Osel in Obuti maček naletijo na zlobno vilo v njeni tovarni napitkov, da bi našli nekaj, kar bi Shreku pomagalo pritegniti Fiono, vendar ona odločno zavrne njegovo prošnjo in vztraja, da si ogri ne zaslužijo srečnih koncev. Zaradi tega se maščujejo tako, da ukradejo napoj z oznako "Srečno do konca svojih dni" in pri tem nenamerno uničijo tovarno. Shrek in Osel zatem spijeta napitek in kmalu zaspita, medtem ko v Far Far Away Fiona ugotovi, da je Shrek izginil, in ga poskuša najti, vendar tudi ona zaspi. 
Naslednje jutro se Shrek in Fiona zbudita in ugotovita, da sta zdaj človeka, Osel pa je beli žrebec. Da bi bila sprememba trajna, mora Shrek do polnoči poljubiti Fiono. Shrek, Osel in Obuti maček se vrnejo v grad; vendar pa zlobna vila, ki je odkrila krajo, poslala princa Charminga, da se predstavlja kot človeški Shrek in osvoji Fionino ljubezen. Na prigovarjanje zlobne vile Shrek zapusti grad, saj verjame, da je najboljši način, da osreči Fiono, če jo zapusti.  
Fiona ni navdušena nad princem Charminga; da bi zagotovila, da se bosta poročila, zlobna vila da Haroldu ljubezenski napoj, ki ga da v Fionin čaj. Za tale načrt izvejo Shrek, Osel in Obuti maček, ki jih kraljevi vitezi zaprejo v stolp, potem ko jih Osel nenamerno razkrije. Medtem ko se ples začne, pravljična bitja – ki so v novicah slišala za aretacijo – rešijo trojico iz ječe. Nato vsi napadejo grad s pomočjo Monga, velikanskega pošastnega medenjaka, ki ga speče pek Muffin.
Čeprav se Mongo stopi in pade v vodo, ko ga pri vdoru v grad zalije močan curek vročega mleka, pa skupini uspe vdreti v grad. Vendar pa Shreku ne uspe princu Charmingu preprečiti, da bi poljubil Fiono, a namesto da bi se zaljubila, ga Fiona močno udari, da pade v nezavest. Zatem Harold razkrije, da je zamenjal Fionino zastrupljeno skodelico čaja s svojo lastno in tako preprečil načrt, da bi se zaljubila v Charminga. Zaradi tega besna zlobna vila poskuša ubiti Shreka z urokom iz svoje čarobne palice, vendar pa Harold skoči pred njega, da bi ga zaščitil, pri čemer ga urok zadene; preostanek uroka se odbije od njegovega ščita in zadene vilo, zaradi česar ta razpade v mehurčke. 
Harold se ponovno spremeni v žabjega princa, saj je leta prej zaužival napoj "Srečno do konca svojih dni", da bi osvojil Lillianino ljubezen. Nato odobri poroko Shreka in Fione, Lillian pa Haroldu zagotavi, da ga še vedno ljubi. Ko ura odbije polnoč, Fiona zavrne Shrekovo ponudbo, da bi ostala človeka, in se spremenita v ogre, medtem ko se tudi Osel vrne v normalno stanje. Nato vsi praznujejo, ko se ples nadaljuje. V prizoru po koncu filma prispe Dragon, ki se je pred kratkim poročila z Oslom in tako dobila več zmajčevskih mladičkov.

## Vloge
- Mike Myers - Shrek
- Eddie Murphy - Osel
- Cameron Diaz - Princesa Fiona
- John Cleese - Kralj Harold
- Julie Andrews - Kraljica Lillian
- Jennifer Saunders - Zlobna vila Botra
- Rupert Everett - Princ Charming
- Antonio Banderas - Obuti maček